# Henry Harrisse

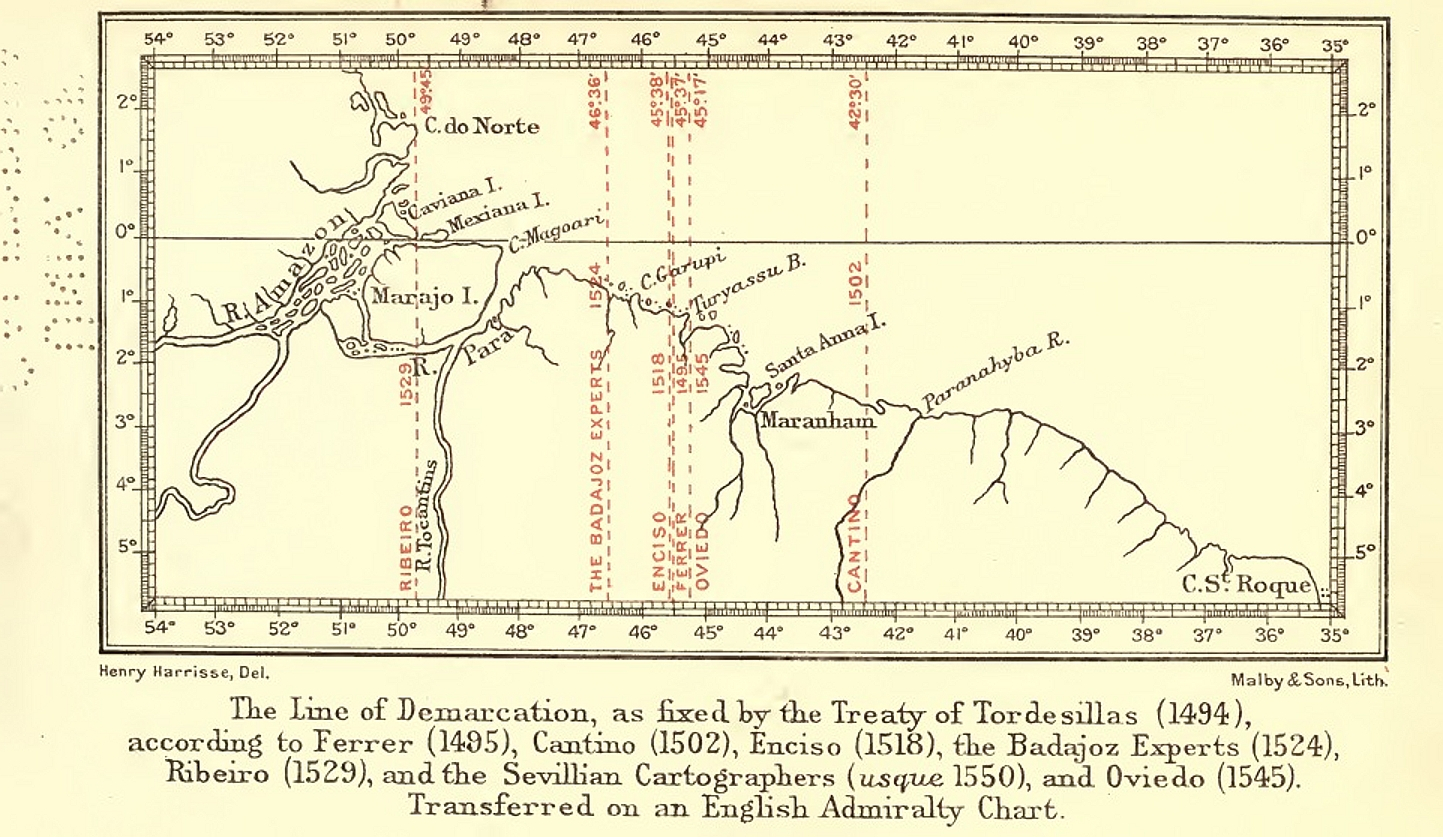
Premier partage des mondes modernes, Traité de Tordesillas, 1494. Henry Harisse, The diplomatic history of America.

Henry Harisse, né le 28 mai 1829 à Paris et mort le 13 mai 1910 à Paris, est un homme de lettres français, critique d'art, juriste et historien américaniste, auteur de nombreux ouvrages sur les premières découvertes des Amériques et représentations géographiques du Nouveau Monde.

## Biographie
Henry Harisse est né à Paris le 28 mai 1829, d'Abraham, fourreur, probablement originaire de Russie ou de Prague, et de Nanine Marcus, parisienne,. Très jeune, il rejoint des membres de  sa famille installés aux États-Unis et prend la nationalité du pays. Il fait ses études à l'université de Caroline du Sud et commence sa carrière universitaire à l'Université de Caroline du Nord. Enseigne-t-il les lettres, la philosophie ou le droit ? D'après son biographe Henri Cordier ses premiers écrits sont consacrés à Taine et à Renan et il aurait annoté les ouvrages métaphysiques de Descartes. Mais la tournure de son esprit le portait vers l'étude des origines modernes des Amériques et il s'y livra avec ardeur. Ce qui le conduira à l'exploration des archives de la découverte des Amériques et à réalisation d'une œuvre historique critique et complète de cet objet. Il légua sa bibliothèque comprenant 200 volumes ainsi que ses archives à la Bibliothèque du Congrès à Washington.

### Ouvrage en français

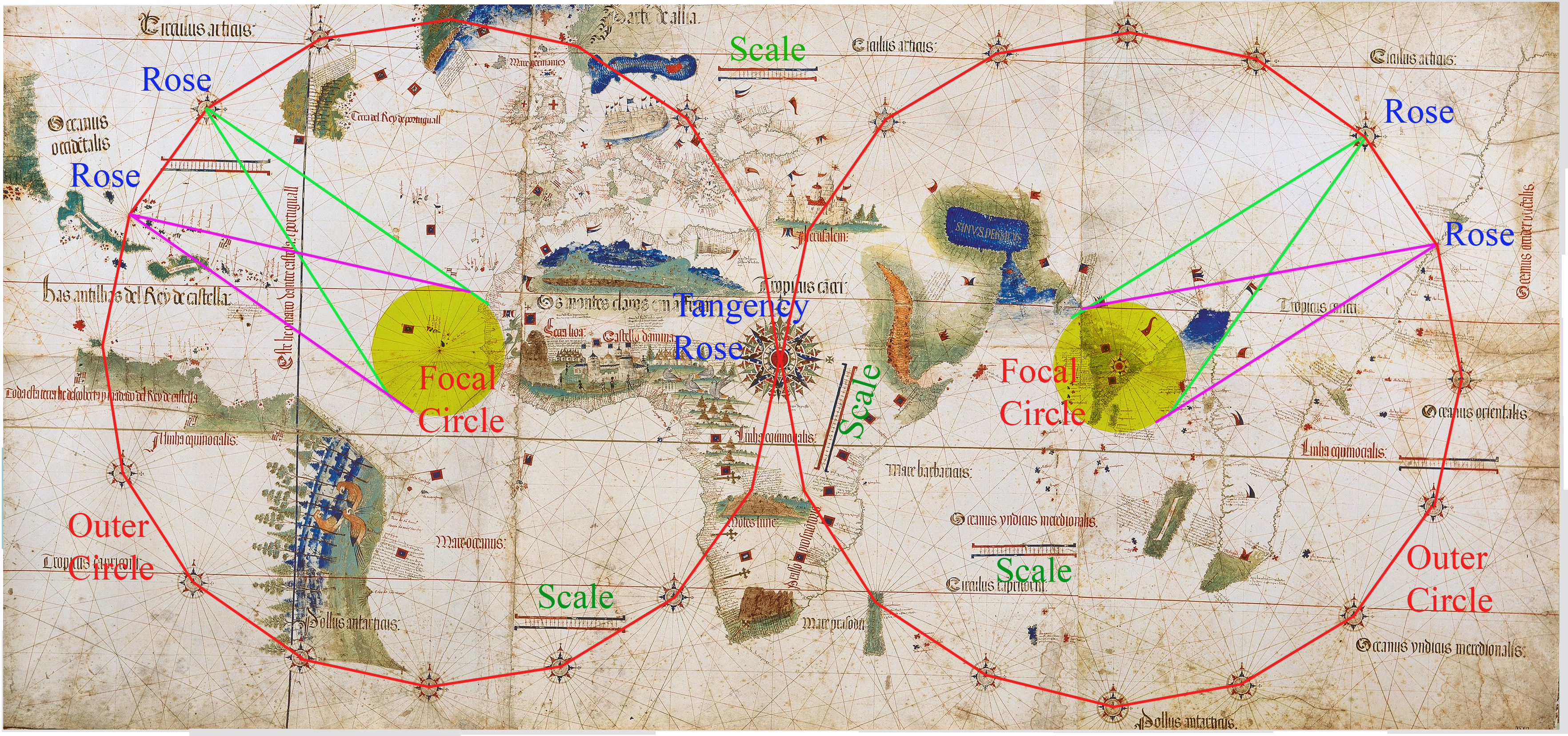
Compass grid Cantino planisphere, 1502.

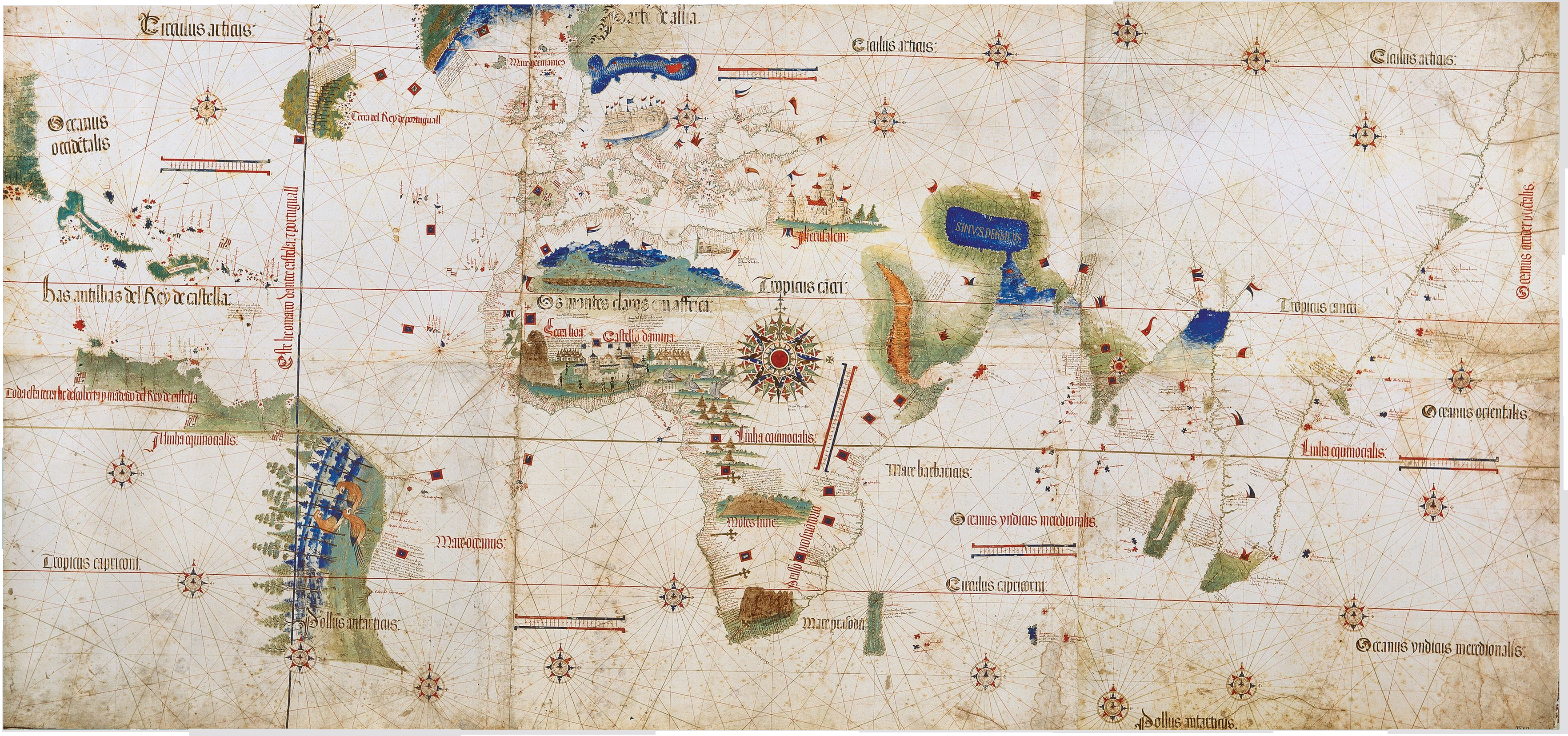
Planisphère de Cantino, conservé à la Biblioteca Estense à Modène en Italie.

- 1872 : Notes pour servir à l'histoire, à la bibliographie et à la cartographie de la Nouvelle France et des pays adjacents, 1545-1700[8].
- 1883 : Les Corte-Real et leurs voyages au Nouveau Monde d'après des documents nouveaux ou peu connus tirés des archives de Lisbonne et de Modène, suivi du texte inédit d'un récit de la 3e expédition de Gaspar Corte-Real et d'une importante carte nautique portugaise de l'année 1502 reproduite ici pour la 1re fois[9]. En post scriptum : Gaspar Corte-Real, la date exacte de sa dernière expédition au Nouveau Monde[10].
- 1884 : Études d'histoire critique. Christophe Colomb : son origine, sa vie, ses voyages, sa famille et ses descendants[11].
- 1887 : Excerpta Colombiniana : Bibliographie de quatre cents pièces gothiques françaises, italiennes et latines du commencement du XVIe siècle non décrites jusqu'ici, Paris, 1887 (qui dénonce le pillage de la bibliothèque de Fernand Colomb à Séville).
- 1901 : Découverte et évolution cartographique de Terre-Neuve et des pays circonvoisins, 1497-1501-1769[12].

#### Critique d'art
- 1898 : L.-L. Boilly, peintre, dessinateur et lithographe : sa vie et son œuvre (1761-1845)[13].

### Ouvrages en anglais
- 1892 : The Discovery of North America : a critical, documentary, and historic investigation, with an essay on the early cartography of the New World, including descriptions of two hundred and fifty maps or globes, existing or lost, constructed before the year 1536[14].
- 1897 : The diplomatic history of America : its first chapter 1452-1493-1494[2].

### Ouvrage et notices à propos de Henry Harisse
- 1902 : Henry Harrisse. Découverte et évolution cartographique de Terre-Neuve et des pays circonvoisins (1497-1501-1769). Essais de géographie historique et documentaire[15].
- 1912 : Catalogue de livres, cartes et documents manuscrits provenant de la bibliothèque de feu Henry Harrisse, bibliographe et historien de l'Amérique[16].
- Henry Harrisse à la Bibliothèque Nationale de France[17]

#### Biographie de Henry Harisse
- 1911 : Henry Harisse par Henry Vignaud[4].
- 1911 : Harrisse, Henry, 1829-1910 par Henri Cordier[18].
- 2011 : Henry Harrisse par Justin Winsor[19].